# Simko

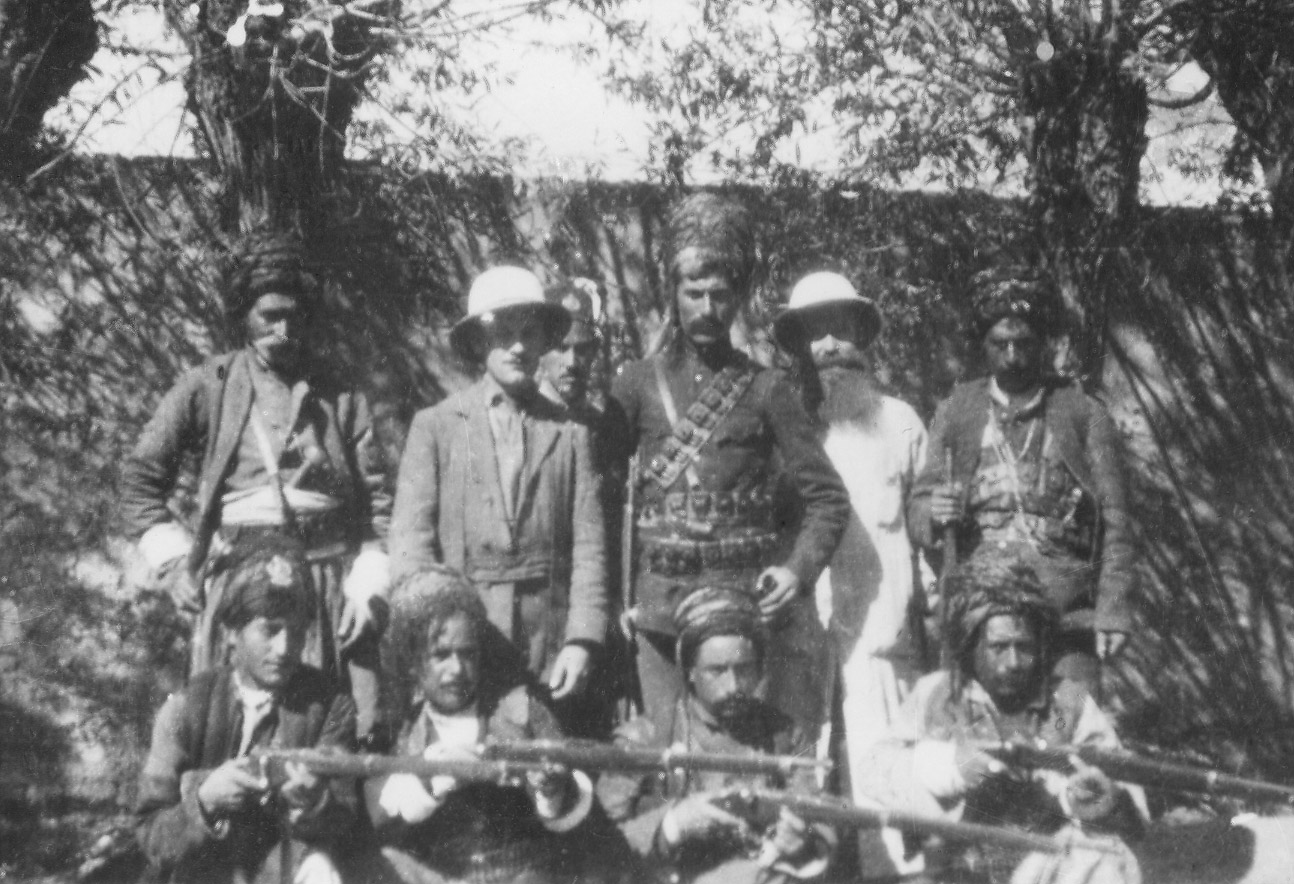
Simko (centre)

Simko (kurd: Simkoyê Şikak)  (Chehriq, 1887 - Oshnavieh, 30 de juny de 1930) Simko Shikak també Ismail Agha Shikak, (conegut a l'Iran com Simitquh, una deformació d'Ismail Agha que després va donar el nom kurd "Simqoh" o "Simko") fou un prominent senyor de la guerra i cabdill de la poderosa confederació tribal kurda dels shakaks. Va néixer al si d'una destacada dinastia feudal basada a Chihriq, castell situat prop del riu Baranduz, a la regió d'Urmia, a l'Iran nord-occidental. Vers l'any 1920, parts de l'Azerbaidjan iranià situades a l'oest de Llac Urmia estaven sota el seu domini. Va comandar als pagesos kurds en la batalla i va derrotar l'exèrcit persa en diverses ocasions. El govern iranià el va fer assassinar el 1930. Simko també va participar en la massacre dels assiris de Khoy i instigà la massacre d'un miler d'assiris a Salmas.

## Biografia
La seva família era una de les més prominents dinasties kurdes, políticament actives en el regnat dels qajars, des de finals del segle xviii fins a principis del segle xx. Sadiq Khan Shikak fou un dels generals i governadors en el primer estat qajar d'Agha Muhammad Shah, i comandà una força de 10.000 guerrers. Aviat, però, va perdre el favor del monarca qajar, i va intentar llavors assassinar-lo. Sadiq Khan fou acusat de participar, a la ciutat de Shusha, en l'assassinat del xa de Pèrsia, el 1797. Entre altres membres prominents de la dinastia cal esmentar també a Ismail Khan "el Gran" i al seu fill Ali Khan, a Muhammad Pasha (fill d'Ali Khan), i a Cewer (Djafar) Agha (germà de Simko). Molts membres de la dinastia foren assassinats per l'estat qajar, per exemple Cewer (Djafar) Agha, qui fou mort a Tabriz per ordre del governador general.

### Assassinat de Cewer Agha
El 1905, el monarca qajar Muzaffar al-Din Shah nomenava a Husein Quli Khan Nizamul-saltana com a governador general de l'Azerbaidjan. Segons l'historiador iranià Ahmad Kasravi, Nizamul-saltana oficialment va convidar a Cewer Agha a Tabriz per consultar-lo sobre els assumptes de la frontera entre Pèrsia i l'Estat Osmanlí. Una cop Cewer Agha arribà a Tabriz, Nizamul-saltana va ordenar a Muhammad Hussein Khan Zargham que convidés a Cewer Agha a la seva pròpia residència i l'assassinés. Cewer Agha anava acompanyat per set dels seus guàrdies, incloent-hi un dels seus oncles. Muhammad Ali Mirza, el príncep hereu persa, havia ordenat el seu assassinat per mitjà d'un telègraf enviat a Nizamul-saltana. Cinc dels guàrdies de Cewer Agha van aconseguir d'escapar-se del complot d'assassinat a Tabriz després d'una ferotge escaramussa, i van retornar al castell de Chihriq (Chari en kurd). El pare de Cewer, Muhammad Agha, va cercar l'ajuda del soldà osmanlí Abdul Hamid II a Constantinoble per tal de venjar l'assassinat del seu fill. Tanmateix, l'enviat persa a la cort osmanlina va aconseguir de frustrar aquests esforços, i segons algunes fonts, Muhammad Agha fou assassinat en una conspiració organitzada pel govern qajar a Constantinoble. L'assassinat de Cewer Agha va provocar hostilitat entre el kurds. A més, molts intel·lectuals perses constitucionalistes a Tabriz i Teheran van condemnar el seu assassinat.

## Vida política
Hi ha diferents punts de vista pel que fa a Simko entre els historiadors kurds.
Després de l'assassinat de Cewer Agha, Simko va esdevenir cabdill de les forces shakaks. Des d'aquest moment, el govern persa intentaria assassinar-lo com als altres membres prominents de la seva dinastia. El 1919, Mukarramul-Molk, governador de l'Azerbaidjan, amb l'ajuda d'armenis, ideava un complot per matar Simko, enviant-li un present amb bomba oculta al seu interior. Encara que el complot va fracassar, això mostrava clarament quines eren les intencions del govern persa, i duia a Simko a un període turbulent de confrontació política i militar amb Pèrsia.
Simko va estar en contacte amb altres nacionalistes kurds prominents, com ara Abdurrazaq Badrkhan (Bedirxan) i Seyyid Taha Gilani (net de Sheikh Ubaidullah Nahri, qui es va revoltar contra Pèrsia l'any 1880). Seyyid Taha era un nacionalista kurd que estava llavors difonent propaganda entre els kurds en favor de la unió de tot el Kurdistan, aleshores sota administració persa i osmanlina, i de la creació d'un estat independent. Fou també conscient de la geopolítica internacional i del concepte modern de nacionalisme. En una de les seves cartes a les autoritats perses, hi parlava del dret d'autogovern i d'autonomia jurídica per als kurds, i comparava les demandes kurdes amb demandes similars d'altres nacionalitats a Europa.

### El govern de Simko 1918-1922

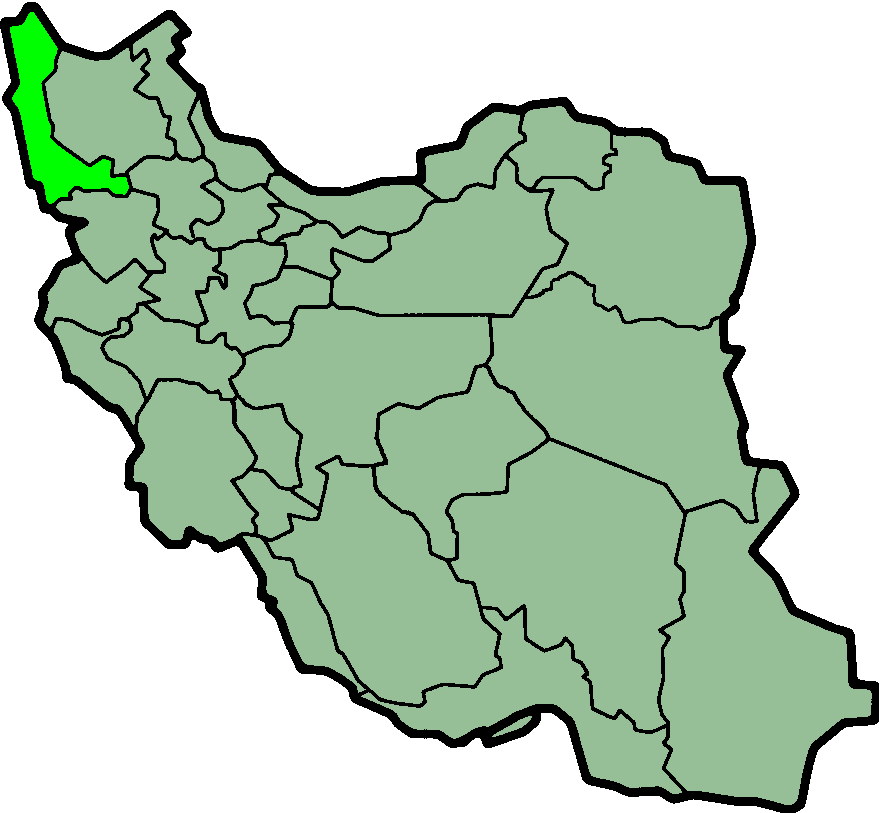
verd clar: Àrea aproximada a l'oest del llac Urmia, sota domini de Simko

L'estiu de 1918, Simko havia establert la seva autoritat a la regió a l'oest del llac Urmia, aprofitant l'anarquia provocada a la regió pels moviments dels exèrcits osmanlí i rus, que havien estat combatent durant la I Guerra Mundial i que operaven a la zona; els russos en plena retirada i els osmanlins iniciant la invasió del Caucas. El 1919, Simko organitzava un exèrcit de 20.000 kurds i aconseguia d'establir un petit estat a la Pèrsia nord-occidental, amb base a la ciutat d'Urmia (Urmiya). Després de la conquesta d'Urmia, Simko designava a Teymur Agha Shikak com a governador de la ciutat. Després d'això, organitzà les seves forces per tal de lluitar contra l'exèrcit persa a la regió, i va aconseguir d'expandir l'àrea sota el seu domini a ciutats pròximes com ara Mahabad, Khoy, Miandoab, Maku i Piranshahr després de lliurar tota una sèrie de batalles. En la batalla de Gulmakhana, les forces kurdes sota el seu comandament, arrabassaren el control de Gulmakhana i la carretera Urmia-Tabriz a les forces perses. En la batalla de Shakaryazi va morir-hi el comandant de l'exèrcit persa, el general Amir Ershad. En la batalla de Miandoab, Reza Khan Mirpanj, comandant de l'exèrcit persa, enviava a Khaloo Qurban a aturar l'avenç kurd, però fou derrotat i mort per les forces de Simko el 1922. En la batalla per la conquesta de Mahabad, Simko mateix comandà les seves forces amb l'ajut de Seyyid Taha Shamzini. La batalla més encarnissada fou lliurada a l'octubre de 1921, i les forces perses foren derrotades i el seu comandant major, Malakzadeh, junt amb 600 gendarmes perses, van perdre-hi la vida. Simko també va conquerir Maragha i va fomentar la revolta de les tribus lurs a Pèrsia occidental. El govern de Teheran intentà llavors d'arribar a un acord amb Simko per tal d'establir la base d'una autonomia jurídica kurda limitada. Simko havia organitzat un poderós exèrcit kurd que era molt més fort que les forces governamentals perses. Com que el govern central no podria controlar les seves activitats, continuava expandint l'àrea sota el seu control i vers 1922, les ciutats de Baneh i Sardasht romanien sota la seva administració.

### Massacre de cristians i assassinat del patriarca assiri
El març de 1918, sota el pretext d'una reunió a efectes de cooperació, Simko arranjava l'assassinat del patriarca nestorià assiri, Mar Shimun (Mar Shimun XXI Benyamin), a qui va parar una emboscada amb els seus 150 guàrdies, tot just quan Mar Shimun estava entrant al seu carruatge. L'anell patriarcal fou robat en aquest moment i el cos del patriarca només fou recobrat unes hores després. (Relat de l'assiri Daniel d-Malik Ismael, testimoni directe dels fets, publicat a Teheran el 1964.). Després de l'assassinat de Mar Shimun, els refugiats cristians procedents de la regió de Hakkari van descarregar llur revenja sobre la població musulmana de Salmas i de la majoria de les poblacions a la moderna comarca de Salmas, al mateix temps que Simko i els seus homes massacraven cristians a Khoy. Bandolers cristians terroritzaven pel seu compte tant a cristians com a musulmans.
Un missioner descriu aquest període com un regnat de terror dur d'imaginar per als musulmans. Simko també instigà la massacre d'un miler de cristians assiris a Salmas.

### Les activitats culturals de Simko
Les primeres escoles per a kurds s'establiren a Mahabaad el 1909, per part de missioners internacionals que operaven a la zona de part de la Missió Luterana d'Orient. També fou llavors quan aparegué el primer periòdic kurd, encara que no va durar molt de temps. Simko llançà atacs contra la població de Mahabaad, tant kurda com pertanyent a d'altres comunitats ètniques, mentre les seves forces operaven a la zona com a auxiliars de l'exèrcit osmanlí. Les escoles a Mahabaad es recuperaren només quan els missioners que hi van sobreviviure s'atreviren a retornar l'any 1920, quan la fúria de Simko es dirigia contra l'exèrcit persa. El 1912, Simko i Abdul Razzaq Badirkhan van publicar conjuntament un diari en kurd a Pèrsia, una revista mensual titulada Kurdistan. A més, va obrir una escola kurda a la ciutat nord occidental de Khoy. Aquestes activitats culturals eren principalment organitzades per una associació anomenada Cîhandanî, basada a Khoy. Des de 1919 fins al final de les seves campanyes el 1922, també va publicar un diari titulat Roja Kurd, que era l'òrgan oficial del seu govern a Urmia. L'editor en cap de Roja Kurd fou Muhammad Turjanizade.

### La derrota de Simko
En la batalla de Sari Taj, el 1922, les forces de Simko no van poder resistir l'atac de l'exèrcit persa a la regió de Salmas i foren finalment derrotades, i el castell de Chari fou ocupat. Les forces perses enviades a la zona contra Simko sumaven uns 10.000 soldats. Simko i un miler dels seus guerrers a cavall es refugiaren en territori de la nova república kemalista, sent forçats a deposar les seves armes.

## Assassinat
El 1930, el comandant en cap de l'exèrcit persa, Hassan Muqaddam, enviava una carta a Simko, qui residia llavors al poble de Barzan (Iraq), i el convidava a una reunió a la ciutat d'Oshnaviyeh (Ushnu). Després de consultar-ho amb els seus amics, Simko, junt amb Khorshid Agha Harki, van anar a Oshnaviyeh, on foren convidats a la casa del comandant de l'exèrcit persa a la zona, el coronel Norouzi, i sel's hi va dir que esperessin allí al general persa Hassan Muqaddam. El coronel Norouzi va convèncer a Simko d'anar a la rodalia de la ciutat per donar la benvinguda al general, el qual estava arribant-hi. Però això era un parany, i Simko va caure en una emboscada, sent'hi mort el vespre del 30 de juny de 1930.

## Implicació Estrangera

### Gran Bretanya
Teheran repetidament va acusar la Gran Bretanya (i a l'Iraq) d'encoratjar la revolta kurda, i es va molestar profundament a causa de l'asil donat per l'Iraq, llavors sota administració britànica, a Simko, després del 1922, i a Sardar Rashid, el 1923.

### Estat Osmanlí
Segons The New York Times del 10 de juliol de 1922: "Es diu que Simko dirigia 85,000 homes i fou ajudat per Mustafa Kemal, antic ministre de la guerra osmanlí (sic).
Les forces de Simko es van unir a les forces osmanlines durant la seva massacre de cristians a l'Azerbaidjan occidental.